# 担杆山路
担杆山路（英語：Tam Kon Shan Road）是一條位於香港新界葵青區青衣島北部的街道，全長約1550米，為東、西行雙向。担杆山路東起担杆山交匯處，中段經過公共屋邨與船廠，西端止於樟樹頭香港船廠外與青衣北岸公路西行出口支路相交的另一迴旋處。

## 歷史
1964年，長沙灣部分船廠受填海及重新發展工程影響，須遷到青衣担杆山繼續經營，那時島上道路網絡仍未貫通北岸的船廠區。後來，香港政府於1983年把青衣避風塘予以填平，以發展並興建公共屋邨。担杆山路初為通往長安邨西部和青泰苑的死路，道路盡頭在皇仁舊生會中學外，於1988年7月12日隨同担杆山交匯處刊憲命名。當時船廠區鄰近青泰苑，即現時青衣東北公園所在。
香港政府於1990年代決定將青泰苑旁邊21間船廠和鄰近翠怡花園的一間水泥廠，連同受西九龍填海工程影響的長沙灣油蔴地小輪船廠一併遷至原為田地的樟樹頭沿岸，以解決船廠噪音滋擾民居的問題，遂於1991年落實將担杆山路向西伸延至樟樹頭。1991年7月16日，葵青地政處展開清拆行動，拆卸阻擋担杆山路擴建工程的6間食堂。由於船廠經營者反對清拆船廠，以致這項工程計劃大受阻延。當局在1997年1月開始與船廠經營者進行磋商，但政府的條件一直不為船廠東主代表接受，最終拖延至1999年11月2日開始搬遷，清拆船廠工程於翌年6月1日完成。
與担杆山路平行的青衣北岸公路於1999年動工，並在2002年2月2日落成，設有支路往返担杆山路船廠區。香港政府後於2003年4月4日起設立新的禁區，禁止長度逾7米車輛駛經担杆山路兩個相反方向掉頭處之間的車路，有關車輛須改經青衣北岸公路，政府特意在担杆山交匯處通往長安邨的出口設置路牌提醒駕駛者。
2013年，荷兰藝術家弗洛伦泰因·霍夫曼創作的巨型藝術品大黄鸭在海運大廈對開海面進行展示，而由於青衣風平浪靜，橡皮鴨也在担杆山路一帶的船廠對開首次下水充氣，並引來市民到該處附近拍攝。

## 走綫
担杆山路全長1.55公里，東端起於担杆山交匯處，與青敬路、青荃路、楓樹窩路及青衣北岸公路相接。担杆山路由交匯處向西伸展至掉頭處的一段長500米的路段在民居與公園之間穿過，其中前150米為2線雙程不分隔道路，而長安巴士總站的出口亦位於此段担杆山路。
担杆山路掉頭處以西長約1公里的路段的北面路旁全是船廠，約有二十多間，由修理遠洋貨輪的巨型浮塢到保養漁船的小船廠皆有，而該等船廠與青衣島另一端的友聯船廠和聯合船塢組成全香港最大的船業基地。該路段的南面則是青衣北岸公路所處的山坡。担杆山路西端止於樟樹頭香港船廠外與青衣北岸公路西行出口支路相交的另一迴旋處，鄰近香港水泥廠，新界區專線小巴88A線的終點站也位於此。